# Sloboda vjeroispovijesti ili uvjerenja
Sloboda vjeroispovijesti ili uvjerenja je jedno od osnovnih ljudskih prava. Na osnovu potvrđenih i objavljenih međunarodnih pravnih ugovora savremene zemlje utemeljene na predstavničkoj, parlamentarnoj demokratiji u svojim ustavima garantuju slobodu misli, savjesti, vjeroispovijesti ili uvjerenja, kao i sekularnost javnih institucija. Posebnim zakonima se detaljno uređuju pitanja slobode misli, savjesti, vjeroispovijesti ili uvjerenja, te pravni položaj vjerskih zajednica i načelo sekularnog uređenja javnih institucija.

## Sloboda vjeroispovijesti ili uvjerenja
Svako ima pravo na slobodu vjeroispovijesti ili uvjerenja.
Sloboda vjeroispovijesti ili uvjerenja štiti teistička, neteistička i ateistička uvjerenja, kao i pravo da se ne izražava nijedna vjeroispovijest ni uvjerenje.
Sloboda vjeroispovijesti ili uvjerenja podrazumijeva slobodu izbora da se ima ili nema, zadrži ili promijeni vjeroispovijest ili uvjerenje, pravo da se pojedinačno ili u zajednici sa drugima, javno ili privatno izražava vjeroispovijest ili uvjerenje bogosluženjem, poučavanjem, praksom, obredima ili na drugi način, slobodu da se učestvuje u vjerskoj pouci i nastavi, ili pouci odnosno nastavi koji odgovaraju nečijem uvjerenju, kao i pravo da se njeguje i razvija vjerska tradicija ili tradicija u skladu sa nečijim uvjerenjem.
Sloboda izražavanja vjeroispovijesti ili uvjerenja podliježe samo onim ograničenjima, neophodnim u demokratskom društvu koja su u interesu javne bezbjednosti, zaštite javnog poretka, zdravlja ili morala ili zaštite prava i sloboda drugih.

## Sloboda misli i savjesti
Sloboda misli je apsolutna i neprikosnovena.
Sloboda savjesti podrazumijeva i pravo pojedinca da odbije ispunjenje vojne ili druge obaveze koja uključuje upotrebu oružja (prigovor savjesti).

## Komentar Komiteta za ljudska prava Ujedinjenih nacija na član 18.

### Univerzalna deklaracija o ljudskim pravima
Član 18. koji se odnosi na slobodu misli, savjesti, vjeroispovijesti ili uvjerenja:
Svako ima pravo na slobodu misli, savjesti i vjeroispovijesti; to pravo uključuje slobodu promjene vjeroispovijesti ili uvjerenja te slobodu, pojedinačno ili u zajednici sa drugima, javno ili privatno, izražavanja vjeroispovijesti ili uvjerenja bogosluženjem, poučavanjem, praksom i obredima.

### Međunarodni pakt o građanskim i političkim pravima
Član 18. koji se odnosi na slobodu misli, savjesti, vjeroispovijesti ili uvjerenja:
1. Svako ima pravo na slobodu misli, savjesti i vjeroispovijesti. To pravo uključuje slobodu pridržavanja ili usvajanja vjeroispovijesti ili uvjerenja po svom ličnom izboru, kao i slobodu, pojedinačno ili u zajednici sa drugima, javno ili privatno, izražavanja vjeroispovijesti ili uvjerenja bogosluženjem, obredima, praksom i poučavanjem.
2. Niko ne smije biti podvrgnut prinudi kojom bi se ugrozila njegova sloboda pridržavanja ili usvajanja vjeroispovijesti ili uvjerenja po svom ličnom izboru.
3. Sloboda izražavanja vjeroispovijesti ili uvjerenja može se podvrgnuti samo takvim ograničenjima koja su propisana zakonom i koja su nužno potrebna radi zaštite javne bezbjednosti, poretka, zdravlja ili morala, ili osnovnih prava i sloboda drugih.
4. Države stranke ovoga Pakta se obavezuju da će poštovati slobodu roditelja i, gdje postoji takav slučaj, zakonskih staratelja da svojoj djeci obezbjede vjersko i moralno vaspitanje u skladu sa svojim ličnim uvjerenjima.

### Opšti komentar[7]br. 22 (48) na član 18. Međunarodnog pakta o građanskim i političkim pravima
1. Pravo na slobodu misli, savjesti i vjeroispovijesti (koje uključuje i slobodu pridržavanja uvjerenja) u stavu 1 člana 18 dalekosežno je i duboko; obuhvata slobodu mišljenja o svim pitanjima, ličnih uvjerenja i posvećenosti vjeroispovijesti ili uvjerenjima, izraženim pojedinačno ili u zajednici sa drugima. Komitet skreće pažnju državama ugovornicama na činjenicu da se sloboda misli i sloboda savjesti štite jednako sa slobodom vjeroispovijesti i uvjerenja. Suštinska priroda ovih sloboda se takođe odražava u činjenici da se od ove odredbe ne može odstupiti, čak ni u vrijeme vanrednog stanja, kako je navedeno u članu 4 stava 2 Pakta.
2. Član 18 štiti teistička, neteistička i ateistička uvjerenja, kao i pravo da se ne izražava nijedna vjeroispovijest ni uvjerenje. Izraze „uvjerenje“ i „vjeroispovijest“ treba široko tumačiti. Član 18 se u primijeni ne ograničava na tradicionalne vjeroispovijesti niti na vjeroispovijesti i uvjerenja sa institucionalnim osobinama niti praksu analognu tradicionalnim vjeroispovijestima. Komitet je stoga zabrinut zbog svih tendencija diskriminacije prema nekoj vjeroispovijesti ili uvjerenju iz bilo kog razloga, uključujući i činjenicu da su nedavno uspostavljene ili da predstavljaju vjerske manjine koje mogu biti predmet neprijateljstva prevladavajuće vjerske zajednice.
3. Član 18 razlikuje slobodu misli, savjesti, vjeroispovijesti ili uvjerenja od slobode izražavanja vjeroispovijesti ili uvjerenja. Njime se ne dozvoljavaju nikakva ograničenja slobode misli i savjesti niti slobode vjeroispovijesti ili uvjerenja ili usvajanja vjeroispovijesti ili uvjerenja po sopstvenom izboru. Ove slobode se bezuslovno štite, kao pravo svakoga da se pridržava svog mišljenja bez tuđeg miješanja iz stava 1 člana 19. U skladu sa stavom 2 člana 18 i članom 17, niko se ne može primorati da otkrije svoje misli ili privrženost vjeroispovijesti ili uvjerenju.
4. Sloboda izražavanja vjeroispovijesti ili uvjerenja može se ostvarivati „pojedinačno ili u zajednici sa drugima, javno ili privatno“. Sloboda izražavanja vjeroispovijesti ili uvjerenja bogosluženjem, obredima, praksom i poučavanjem obuhvata širok opseg radnji. Pojam bogosluženja proteže se na ritualne i ceremonijalne radnje kojima se neposredno izražava uvjerenje, kao i različite prakse koje su sastavni dio takvih radnji, uključujući izgradnju mjesta za vršenje bogosluženja, upotrebu ritualnih izraza i predmeta, isticanje simbola i obilježavanje praznika i neradnih dana. Obredi i praktikovanje vjeroispovijesti ili uvjerenja mogu da uključuju ne samo ceremonijalne radnje, već i takve običaje kao što su pravila o načinu ishrane, nošenje posebne odjeće ili kapa, učešće u ritualima povezanim sa nekim periodima života i korišćenje posebnog jezika kojim se uobičajeno govori u dotičnoj grupi. Pored toga, praksa i poučavanje vjeroispovijesti ili uvjerenja uključuju radnje koje su sastavni dio vođenja osnovnih poslova vjerskih grupa, kao što su, između ostalog, sloboda izbora vjerskih lidera, sveštenika i vjeroučitelja, sloboda osnivanja nižih i visokih vjerskih škola i sloboda izrade i distribucije vjerskih tekstova i izdanja.
5. Komitet primjećuje da iz slobode „pridržavanja ili usvajanja“ vjeroispovijesti ili uvjerenja neizbježno proističe sloboda izbora vjeroispovijesti ili uvjerenja, uključujući, između ostalog, pravo zamijene svoje postojeće vjeroispovijesti ili uvjerenja drugom ili usvajanjem ateističkih pogleda, kao i pravo ostajanja pri svojoj vjeroispovijesti ili uvjerenju. Stav 2 člana 18 zabranjuje prinudu koja bi nanijela štetu pravu pridržavanja i usvajanja vjeroispovijesti ili uvjerenja, uključujući upotrebu ili prijetnju fizičkom silom ili krivičnim sankcijama radi primoravanja vjernika ili nevjernika da ostanu privrženi svojim vjerskim uvjerenjima i konfesijama, da se odreknu svoje vjeroispovijesti ili uvjerenja ili da se preobrate. Politika i praksa sa istom namjerom ili dejstvom, kao, na primjer, one kojima se ograničava pristup obrazovanju, medicinskoj njezi, zapošljavanju ili pravima garantovanim u članu 25 i drugim odredbama Pakta su, na sličan način, protivni stavu 2 člana 18. Istu zaštitu uživaju i oni koji se pridržavaju svih uvjerenja koja su nereligioznog karaktera.
6. Komitet je mišljenja da stav 4 člana 18 dozvoljava u javnim školama nastavu iz predmeta kao što su opšta istorija religija i etika, ako se izvodi na neutralan i objektivan način. Sloboda roditelja ili zakonskih staratelja da obezbjede da njihova djeca stiču vjersko i moralno obrazovanje u skladu sa njihovim uvjerenjima, predviđena članom 18 stavom 4, povezana je sa garancijama slobode poučavanja vjeroispovijesti ili uvjerenja navedenim u stavu 1 člana 18. Komitet konstatuje da je javno školstvo koje uključuje podučavanje iz posebne vjeroispovijesti ili uvjerenja protivno stavu 4 člana 18, osim ako se ne predvide nediskriminatorni izuzeci ili alternative koji bi udovoljili željama roditelja i staratelja.
7. Prema članu 20, nikakva izražavanja vjeroispovijesti ili uvjerenja ne mogu iznositi propagandu za rat ili zagovaranje nacionalne, rasne ili vjerske mržnje koja predstavlja pozivanje na diskriminaciju, neprijateljstvo ili nasilje. Kao što je navedeno u opštem komentaru Komiteta broj 11 (19), države ugovornice su obavezne da donesu zakone kojima se takve radnje zabranjuju.
8. Stav 3 člana 18 dozvoljava ograničavanje slobode izražavanja vjeroispovijesti ili uvjerenja samo ako su ograničenja propisana zakonom i neophodna su za zaštitu javne bezbjednosti, poretka, zdravlja ili morala, ili osnovnih prava i sloboda drugih. Sloboda od prinudnog pridržavanja ili usvajanja vjeroispovijesti ili uvjerenja i sloboda roditelja i staratelja da obezbjede vjersko i moralno obrazovanje ne mogu se ograničiti. U tumačenju domašaja odredaba o dozvoljenom ograničavanju, države ugovornice treba da pođu od potrebe zaštite prava garantovanih u Protokolu, uključujući pravo na jednakost i nediskriminaciju po bilo kom osnovu, navedenim u članovima 2, 3 i 26. Nametnuta ograničenja moraju se ustanoviti zakonom i ne smiju se primijeniti na način koji bi ugrozio prava garantovana u članu 18. Komitet napominje da se stav 3 člana 18 treba striktno tumačiti: ograničenja nisu dozvoljena po osnovima koji nisu u njemu navedeni, čak i ako su dozvoljena kao ograničenja drugih prava zaštićenih Protokolom, kao što je nacionalna bezbjednost. Ograničenja se mogu primijeniti samo u one svrhe za koje su propisana i moraju biti neposredno primjerena i srazmjerna specifičnim potrebama kojima su uslovljena. Ograničenja se ne mogu nametnuti radi diskriminacije niti primijeniti na diskriminatoran način. Komitet primjećuje da pojam morala proističe iz mnogih društvenih, filozofskih i vjerskih tradicija; prema tome, ograničenja slobode izražavanja vjeroispovijesti ili uvjerenja radi zaštite morala moraju se zasnivati na načelima koja ne potiču isključivo iz jedne tradicije. Lica koja se već izlažu nekim legitimnim ograničenjima, kao zatvorenici, nastavljaju da uživaju prava na izražavanje svoje vjeroispovijesti ili uvjerenja, u punoj mjeri u skladu sa posebnom prirodom ograničenja. Izvještaji država ugovornica treba da pruže informacije o punom obimu i dejstvu ograničenja po stavu 3 člana 18, kako u pogledu zakona, tako i o njihovoj primjeni u specifičnim okolnostima.
9. Činjenica da se vjeroispovijest priznaje kao državna religija ili da je uspostavljena kao zvanična ili tradicionalna ili da njeni sljedbenici čine većinu stanovništva ne smije imati za posljedicu nikakvu štetu po uživanje bilo kojeg od prava iz Pakta, uključujući članove 18 i 27, niti bilo kakvu diskriminaciju prema pripadnicima drugih vjeroispovijesti ili nevjernicima. Posebno, određene mjere koje diskriminišu posljednje, kao što su mjere kojima se mogućnost prijavljivanja za javnu službu ograničava na pripadnike prevladavajuće vjeroispovijesti ili se njima daju ekonomske privilegije ili se nameću posebna ograničenja izražavanja drugih vjera, nisu u skladu sa zabranom diskriminacije po osnovu vjeroispovijesti ili uvjerenja niti garancijom jednake zaštite po članu 26. Mjere predviđene u stavu 2 člana 20 Pakta predstavljaju važnu zaštitu protiv kršenja prava vjerskih manjina i drugih vjerskih grupa da ostvaruju prava garantovana u članovima 18 i 27 i protiv činova nasilja ili progona usmjerenih prema tim grupama. Komitet želi da bude informisan o mjerama koje dotične države ugovornice preduzimaju radi zaštite izražavanja svih vjeroispovijesti ili uvjerenja od kršenja zakona i radi zaštite njihovih sljedbenika od diskriminacije. Slično, obavještenje o poštovanju prava vjerskih manjina po članu 27 neophodno je Komitetu kako bi ocijenio stepen ostvarivanja slobode misli, savjesti, vjeroispovijesti i uvjerenja u državama ugovornicama. Dotične države ugovornice treba takođe da u svoje izvještaje uključe obavještenja o postupcima koja se po njihovim zakonima i sudskoj praksi smatraju blasfemijom.
10. Ako se skup uvjerenja smatra zvaničnom ideologijom u ustavima, zakonima, proglasima vladajućih stranaka, itd., ili po važećoj praksi, to ne treba imati za posljedicu nikakvu štetu po slobode iz člana 18 ni po druga prava priznata u Paktu niti bilo kakvu diskriminaciju prema licima koja ne prihvataju zvaničnu ideologiju ili joj se suprotstavljaju.
11. Mnogi pojedinci pozivaju se na pravo da odbiju služenje vojne obaveze (prigovor savjesti) na osnovu toga što takvo pravo proističe iz njihovih sloboda po članu 18. Kao odgovor na te zahtjeve, sve veći broj država svojim zakonima izuzima od obavezne vojne službe građane koji se iskreno drže vjerskih ili drugih uvjerenja koja zabranjuju služenje vojne obaveze i zamjenjuje je drugim oblicima službe državi. Pakt izričito ne upućuje na pravo na prigovor savjesti, ali Komitet smatra da takvo pravo može da proistekne iz člana 18 u mjeri u kojoj se obaveza korišćenja smrtonosne prisile može ozbiljno sukobiti sa slobodom savjesti i pravom izražavanja nečije vjeroispovijesti ili uvjerenja. Kada se ovo pravo priznaje zakonom ili praksom, ne smije biti nikakvog razlikovanja prigovarača savjesti po osnovu prirode njihovih uvjerenja; takođe, ne smije biti diskriminacije prema prigovaračima savjesti zato što nisu odslužili vojnu službu. Komitet poziva države ugovornice da izvijeste o uslovima pod kojima lica mogu biti izuzeta od vojne službe na osnovu njihovih prava po članu 18, te o prirodi i dužini drugog oblika službe državi.

## Sekularnost i sloboda vjeroispovijesti ili uvjerenja
Sekularnost ili sekularno uređenje je uređenje zasnovano na odvojenosti vjerskih institucija i javnih institucija. Sekularnost je neutralnost javnih institucija po osnovu vjeroispovijesti ili uvjerenja, a kojom se obezbjeđuje puna ravnopravnost građana i građanki različitih vjeroispovijesti ili uvjerenja u javnom prostoru, bez diskriminacije.
Sekularnost podrazumijeva odsustvo službene religije, odnosno odsustvo bilo kog službenog stava po osnovu vjeroispovijesti ili uvjerenja.
Sekularnost ne znači borbeno protivljenje religiji i vjerskim zajednicama ili suspendovanje religije i vjerskih zajednica, nego podrazumijeva obezbjeđivanje pune slobode vjeroispovijesti ili uvjerenja svim građanima i građankama ravnopravno i bez diskriminacije, nezavisno od toga da li oni pripadaju većinskoj vjerskoj zajednici ili ne.
U sekularnom uređenju javnih institucija svi građani i građanke imaju pravo da slobodno izražavaju svoju vjeroispovijest ili uvjerenje. Međutim, javne institucije su potpuno neutralne po vjerskim pitanjima i ne smiju ni na koji način da favorizuju ili privileguju bilo koju vjersku zajednicu, bez obzira da li je neka vjerska zajednica većinska ili nije.
Zabranjena je diskriminacija po osnovu vjeroispovijesti ili uvjerenja. A diskriminacijom po osnovu vjeroispovijesti ili uvjerenja smatra se svako postupanje koje je suprotno načelu slobode vjeroispovijesti ili uvjerenja, odnosno svako nejednako postupanje, pravljenje razlike ili dovođenje u nejednak položaj lica po osnovu vjeroispovijesti ili uvjerenja, kao i pripadanja ili nepripadanja nekoj vjerskoj zajednici.
Vjerske zajednice djeluju u skladu sa pravnim poretkom, javnim redom i moralom. Djelovanje vjerskih zajednica ne smije biti usmjereno protiv drugih vjerskih zajednica i vjeroispovijesti ili uvjerenja, niti na štetu prava i sloboda građana i građanki drugih vjeroispovijesti ili uvjerenja.
Javne institucije i vjerske zajednice treba da podstiču toleranciju, dijalog i poštovanje između vjernika različitih vjerskih zajednica, kao i između vjernika, agnostika i ateista.

## Povezano
- Ljudska prava
- Tolerancija
- Diskriminacija
- Sekularizam
- Demokratija
- Pravo
- Politika
- Sociologija
- Filozofija

## Spoljašnje veze
- Religion's Free Foundation
- Religion and Foreign Policy Initiative, Council on Foreign Relations.
- The Complexity of Religion and the Definition of “Religion” in International Law Harvard Human Rights Journal article from the President and Fellows of Harvard College(2003)
- Human Rights Brief No. 3, Freedom Of Religion and Belief Australian Human Rights and Equal Opportunity Commission (HREOC)
- Forum 18 News Service - Reports, country surveys and commentaries from Forum 18, a Norwegian international religious freedom news service
- U.S. State Department country reports
- 2008 Annual Report of the United States Commission on International Religious Freedom
- International Coalition for Religious Freedom
- International Center for Law and Religion Studies
- International Association for Religious Freedom
- Institute for Global Engagement